# Амлен, Франсуа
Франсуа́ Амле́н (фр. François Hamelin; род. 18 декабря 1986) — канадский шорт-трекист, чемпион мира и зимних Олимпийских игр. Младший брат 4-кратного олимпийского чемпиона Шарля Амлена.
Франсуа Амлен — олимпийский чемпион 2010 в эстафете. В индивидуальных соревнованиях на Олимпийских играх в Ванкувере выступал на дистанции 1000 метров и занял пятое место. На прошедшем в марте 2010 года в Софии чемпионате мира стал вице-чемпионом на дистанции 500 метров. В 2011 году на чемпионате мира в английском Шеффилде выиграл золотую медаль в эстафете.
Двоюродный племянник канадского хоккеиста Мишеля Гуле.